# Pedro Pablo Andrade Sánchez
Pedro Pablo Andrade Sánchez OFM (* 30. Juni 1892 in Quito; † 22. November 1973) war ein ecuadorianischer römisch-katholischer Ordensgeistlicher und Apostolischer Präfekt von Galápagos.

## Leben
Pedro Pablo Andrade Sánchez trat am 8. Mai 1912 der Ordensgemeinschaft der Franziskaner bei. Er legte am 12. Mai 1913 die zeitliche und am 13. Mai 1916 die ewige Profess ab. Am 3. April 1921 empfing er das Sakrament der Priesterweihe. Papst Pius XII. bestellte ihn am 5. April 1951 zum ersten Apostolischen Präfekten von Galápagos. Die Amtseinführung erfolgte am 16. Juli desselben Jahres.
1959 trat Andrade Sánchez als Apostolischer Präfekt von Galápagos zurück.